# Atazanavir
L'atazanavir est un inhibiteur de protéase utilisé comme médicament antirétroviral contre le VIH pour traiter le sida.

## Utilisation et effets indésirables
Comme tous les inhibiteurs de protéase, il est utilisé en association avec d'autres traitements contre le VIH, et peut être associé à des inhibiteurs de la transcriptase inverse dans le cadre de traitements antirétroviraux hautement actifs (HAART). Il se distingue cependant des autres inhibiteurs de protéase en ce qu'il est à prendre une fois par jour, et non en plusieurs prises quotidiennes. Il présente également moins d'effets indésirables sur la cholestérolémie et sur le taux sérique d'autres lipides, et moins de risques de lipodystrophie. 
Lorsqu'il est potentialisé avec le ritonavir, il présente une efficacité comparable à celle du lopinavir en thérapie de sauvetage chez les patients présentant une certaine résistance médicamenteuse (pharmacorésistance) ; cependant, le ritonavir réduit l'avantage métabolique de l'atazanavir.
L'atazanavir est absorbé en une seule prise quotidienne. Environ 86 % des molécules se lient à une protéine du sang, avec une demi-vie plasmatique d'environ 7 heures, puis sont dégradées dans le foie par les monooxygénases du cytochrome P450.
Ce médicament agit en inhibant la production de protéines et enzymes fonctionnelles par les nouveaux virions, ce qui bloque la propagation du virus.
L'atazanavir est globalement mieux toléré que les autres inhibiteurs de protéase du VIH, avec moins de cas d'hypercholestérolémie et de troubles de l'appareil digestif (douleur abdominale, nausée, diarrhée) et du métabolisme des lipides (hyperlipidémie, lipodystrophie) induits par cet antiviral. Cependant il peut augmenter le taux sanguin de bilirubine conduisant dans certains cas à l'arrêt du traitement pour cause d'ictère. Un unique cas de torsades de pointes dû avec certitude à l'atazanavir a par ailleurs été publié.

## Interactions et contre-indications
L'atazanavir présente les mêmes risques d'interactions médicamenteuses que les autres inhibiteurs de protéase dégradés par le CYP3A4 du complexe cytochrome P450. Par exemple il n'est pas possible d'utiliser le midazolam, les dérivés de l'ergoline et le pimozide (un neuroleptique) conjointement avec l'atazanavir. Par ailleurs, la prise conjointe d'éfavirenz, de stavudine, de didanosine ou de clarithromycine modifient le taux d'atazanavir dans le plasma
Enfin, aux États-Unis, la FDA a mis en garde contre l'utilisation simultanée d'atazanavir et d'inhibiteurs de la pompe à protons tels que l'oméprazole, l'ésoméprazole et le rabéprazole, car ces derniers réduisent l'absorption et l'efficacité de l'antiviral en diminuant l'acidité de l'estomac.

## Divers
L'atazanavir fait partie de la liste des médicaments essentiels de l'Organisation mondiale de la santé (liste mise à jour en avril 2013).